# Messier 1
Messier 1 (M1) ili maglica Rakovica (katalogizirana još kao NGC 1952 i Taurus A) je ostatak supernove iz 1054. godine u zviježđu Bika. Maglicu je prvi promatrao 1731. godine John Bevis, a 1758. Charles Messier uvrstio ju je kao prvi objekt u svoj katalog (Messierov katalog).

## Podrijetlo
Maglica je nastala kada je 4. srpnja 1054. eksplodirala supernova u zviježđu Bika. Kineski astronomi opisali su supernovu kao 4 puta sjajniju od Venere što znači da je imala prividnu magnitudu od -6. Supernova je bila 23 dana vidljiva po danu i još 653 dana po noći. Prema tim podacima pretpostavlja se da je SN 1054 (oznaka te supernove) bila supernova tipa 2.
Vjeruje se da je masa zvijezde koja je eksplodirala u SN 1054 bila između 8 i 12 Sunčevih masa. 
Messier ju je zamijetio 1758. godina kada je promatrao sjajan komet. Kad ju je ugledao mislio je da se radi o još jednom kometu. Prateći njen položaj kroz više noći uvidio je da se maglica ne pomiče što je dokazivalo da se ne radi o kometu. Da bi izbjegao daljnje zabune odlučio je izraditi katalog maglica koje je mogao vidjeti svojim teleskopom. 

## Svojstva
Supernova je iza sebe ostavila oblak užarenog plina koji se polako širi. Taj ovalni oblak plina ima dimenzije od 6' dužine i 4' širine. Na udaljenosti od 6 300 svjetlosnih godina to odgovara promjeru od 11 svjetlosnih godina. Plin koji danas vidimo se većinom sastoji od ioniziranog helija ili vodika s primjesama ugljika, kisika, neona, dušika, željeza i sumpora. Fotografije otkrivaju njenu vlaknastu strukturu, specifičnu za ostatke supernova, sjajnije središe i optički pulsar.  Uspoređujući s prijašnjim fotografijama, otkrivena je i brzina širenja od 1500 km/s. Temperatura plina je od 11 000 K do 18 000 K.
Prvi radiovalovi iz M1 otkriveni su 1949. godine, rendgensko zračenje otkriveno je 1963., a pravo iznenađenje je bilo otkrivanje pravilnih pulseva elektromagnetskog zračenja iz središta. U početku su znanstvenici mislili da se radi o izvanzemaljskoj civilizaciji. Dodatna istraživanja potvrdila su postojanje pulsara 1968. godine.
Vjeruje se da je pulsar u M1 tijelo promjera 28 – 30 km koje svake 33 milisekunde odašilje puls zračenja. Period pulsiranja se polako usporava zbog interakcije magnetskog polja s okolnom tvari. Danas se zna da su pulsari brzo rotirajuće neutronske zvijezde koje imaju snažna magnetska polja iz kojih u dva smjera probija tanka zraka zračenja. 
Kako se M1 nalazi u blizini ekpliptike kojom se gibaju planeti, planetoidi i njihovi sateliti, njezino se zračenje često koristi za proučavanje tih objekata prilikom okultacija. Tako je otkriveno da Titan ima atmosferu debelu 880 km.

## Vanjske poveznice
- Filip Lolić
- Skica M1